# Pronephrium manuselense
Pronephrium manuselense là một loài dương xỉ trong họ Thelypteridaceae. Loài này được M.Kato mô tả khoa học đầu tiên năm 1997.
Danh pháp khoa học của loài này chưa được làm sáng tỏ. 